# Hypnum molle x turgescens
Hypnum molle x turgescens là một loài Rêu trong họ Hypnaceae. Loài này được C. Hartm. ex Paris mô tả khoa học đầu tiên năm 1905.